# Cantone di Sarajevo
Il Cantone di Sarajevo (in bosniaco Kanton Sarajevo, in croato Vrhbosanska županija, in serbo Сарајевски кантон) è uno dei 10 cantoni della Federazione di Bosnia ed Erzegovina con 413 593 abitanti (dato 2013).
È situato nella parte centrale del paese e include quasi tutta l'area e la popolazione del conglomerato urbano della capitale della Bosnia ed Erzegovina, ad eccezione delle zone che ricadono nella Republika Srpska.
Il capoluogo è appunto Sarajevo, il suo presidente è Denis Zvizdić (bosgnacco).

## Geografia fisica
Tra le vette della regione troviamo il monte Bukovik, da cui nasce la cascata di Skakavac, riconosciuta monumento naturale in questo cantone nel 2002 ed è una delle più alte cascate dei Balcani.

## Popolazione
Il cantone di Sarajevo è il più popolato di tutto il Paese in quanto la capitale è di gran lunga la città più popolosa. Il 17,3% della popolazione ha meno di 14 anni, il 69,4% è tra i 15 e i 64 e il 13,3% ha più di 65 anni.
Il 79,6% della popolazione del cantone è composto da musulmano-bosniaci (bosgnacchi), l'11,2% da serbi e il 6,7% da croati.
Delle 9 municipalità la più popolata è Novi Grad, con circa 296 588 abitanti. La più piccola è Trnovo, che ha solamente 839 residenti.

## Geografia antropica

### Suddivisioni amministrative
Il cantone è suddiviso in 9 comuni:
1. Centar
2. Hadžići
3. Ilidža
4. Ilijaš
5. Novi Grad
6. Novo Sarajevo
7. Stari Grad
8. Trnovo
9. Vogošća

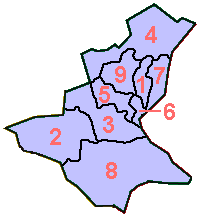
Le 9 municipalità del Cantone di Sarajevo

Le municipalità 1, 5, 6 e 7 sono considerate facenti parte della città di Sarajevo.